# 錢肅
錢肅（?—?），南北朝时南陈官员，吴兴郡（今浙江省湖州市）人。
錢肅和陈霸先的夫人錢皇后、女婿錢蒇是同一家族。陈文帝天嘉五年（564年）周迪反陈，进攻东兴岭，宣城郡太守钱肃镇守东兴，献出城池向周迪投降。陈宣帝的女儿义兴公主下嫁钱肃，钱肃为驸马都尉。陈宣帝想用钱肃担任黄门侍郎，信义公主的丈夫蔡凝说钱肃家族不够标准。钱肃怀恨在心，让义兴公主说蔡凝的坏话，陈宣帝一度把蔡凝贬到交趾。